# بشري (تونس)
بشري هي إحدى قرى ولاية قبلي بالجنوب التونسي، تقع غير بعيد عن الطريق الرابطة بين مدينتي توزر وقبلي. وهي إلى جانب قرية فطناسة أول قرى نفزاوة بالنسبة للقادم من الجريد. وكان هذا الموقع يشكل عنصر حماية لها ولسكانها.
أما حاليا فهي مركز عمادة، ويبلغ عدد سكانها بضعة آلاف ويرتكز اقتصادها على فلاحة النخيل.

## من عاصمة نفزاوة
سبق تأسيس بشري الفتوحات الإسلامية، وبقيت من أهم مدن نفزاوة إلى بداية العهد الحديث، وقد جاءت أهميتها من موقعها الاستراتيجي بمدخل شط الجريد. ويذكر اليعقوبي بأن سكانها "قوم من الأفارقة القدم ومن البربر"، الذين ينحدرون ولا شك من قبيلة نفزاوة. وربما لهذا السبب أطلق أبو عبيد البكري على بشري اسم تلك القبيلة. وكانت آنذاك تتوفر على كل شروط المدينة العربية الإسلامية، من سور وجامع وأسواق، وفي هذا الإطار يذكر البكري أن لها سور صخر وطوب ولها ستة أبواب وبها جامع وحواليها عيون كثيرة، وذكر من بينها عين تاورغى.

## إلى مجرد قرية
سجلت مدينة بشري تراجعا كبيرا بعد ذلك، حتى لما زارها التجاني لاحظ أنها مجرد قرية أضخم من جميع ما قبلها من قرى نفزاوة وأصبح اقتصادها يرتكز أساسا على القطاع الفلاحي، إذ كانت تنتج التمور وغيرها من الثمار مثل السفرجل والاجاص، ولم يشر ذلك الرحالة إلى توفر أي عنصر من مقومات المدينة مما كان يوجد بها قبل ذلك. ومع ذلك حافظت على موقعها الإداري بالمنطقة.
وفي القرن السادس عشر تحولت عاصمة نفزاوة من بشري إلى بلدة قبلي.